# Temporada del 2017 de pilota valenciana

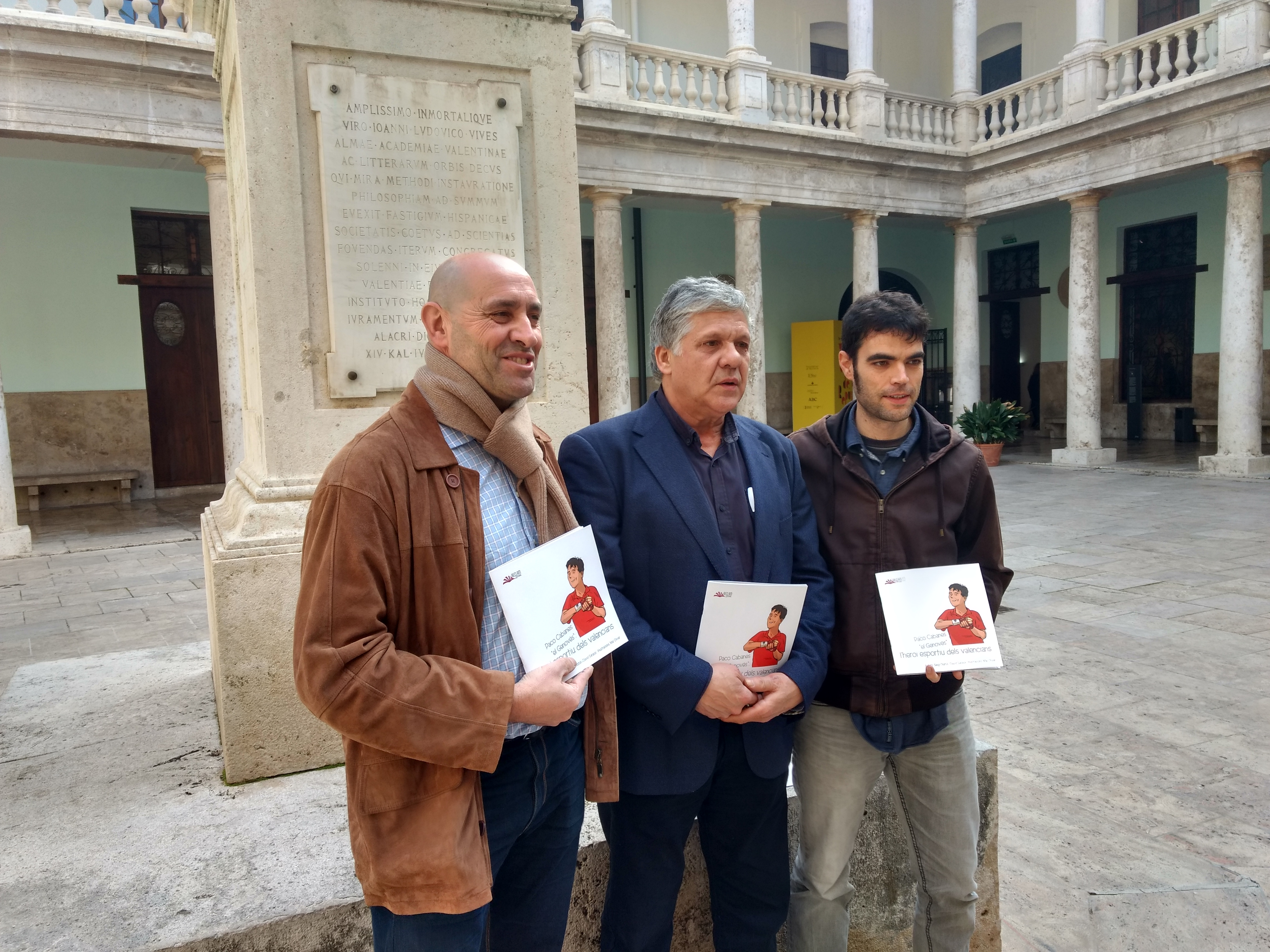
Els autors del llibre il·lustrat

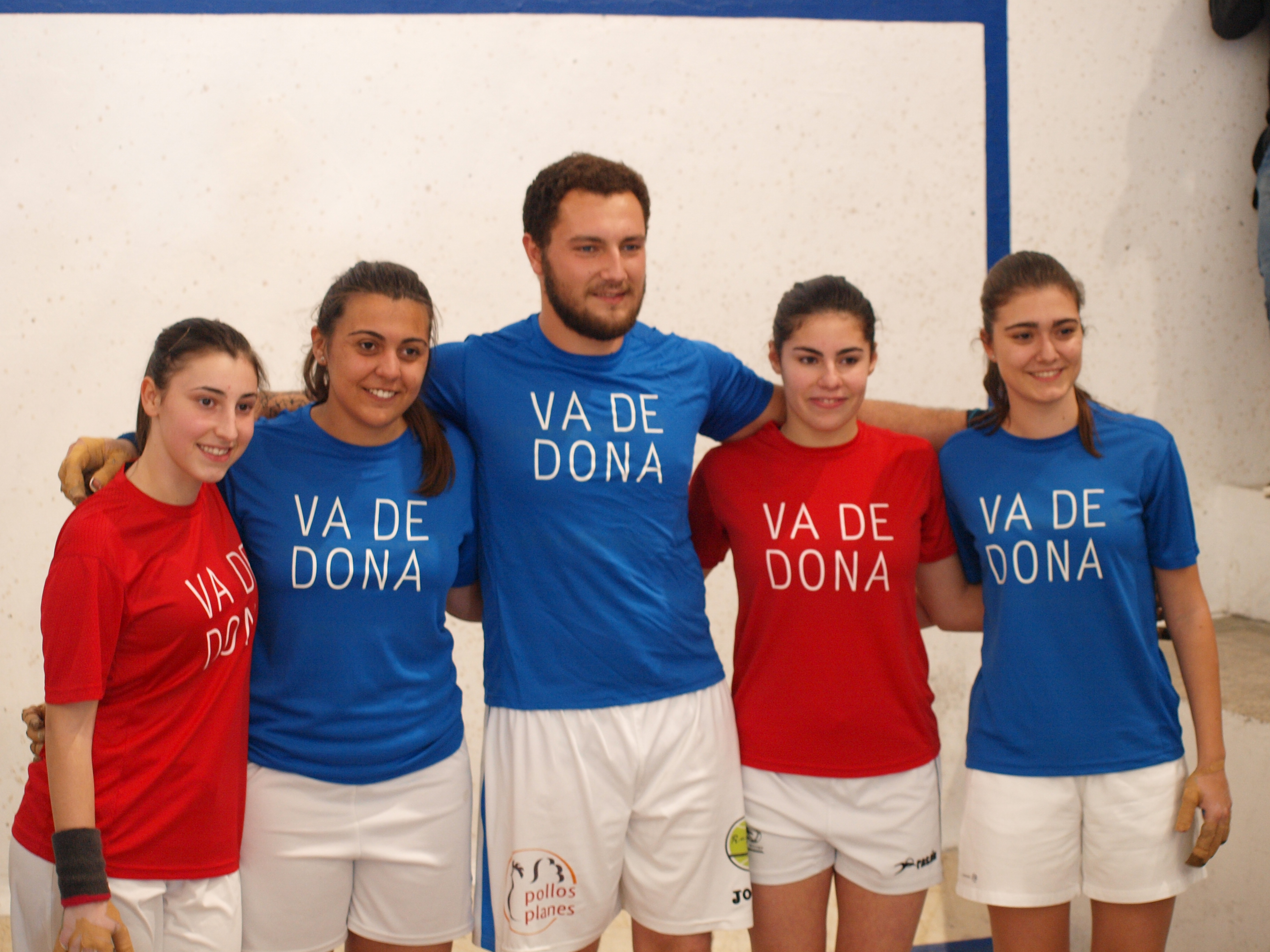
Partida mixta en Pelayo

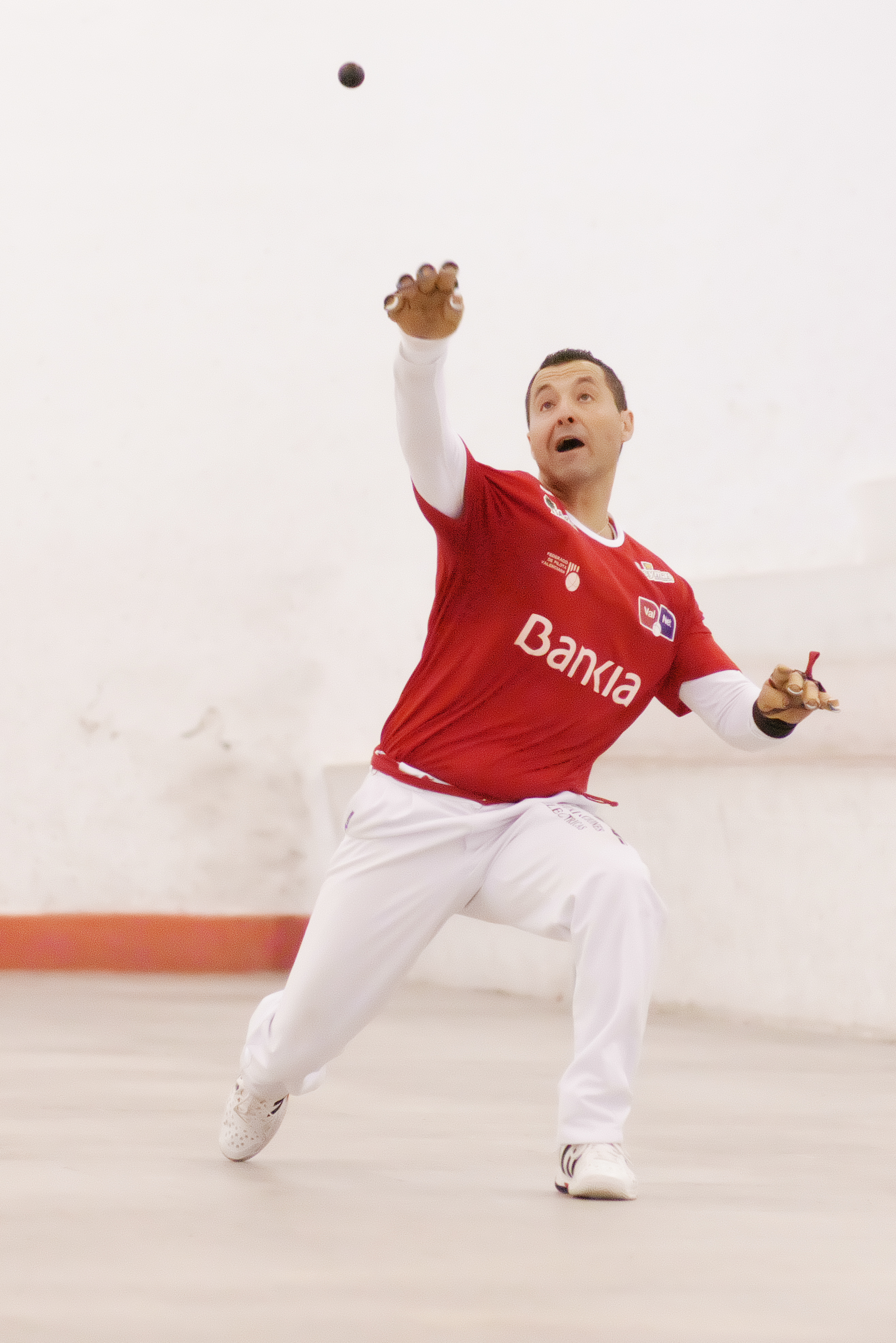
Dani es retirà com a professional

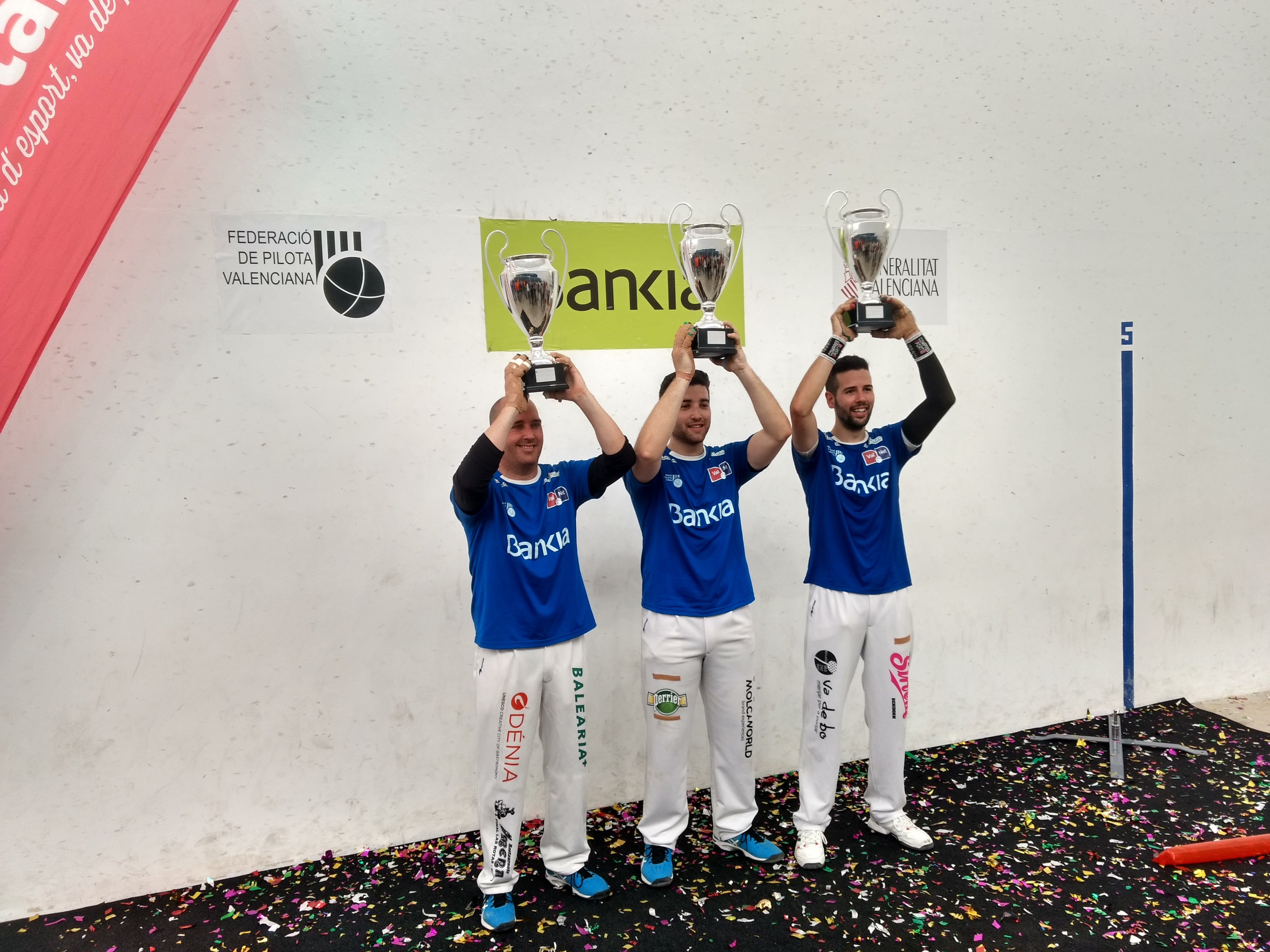
Pere Roc, Félix i Monra campions

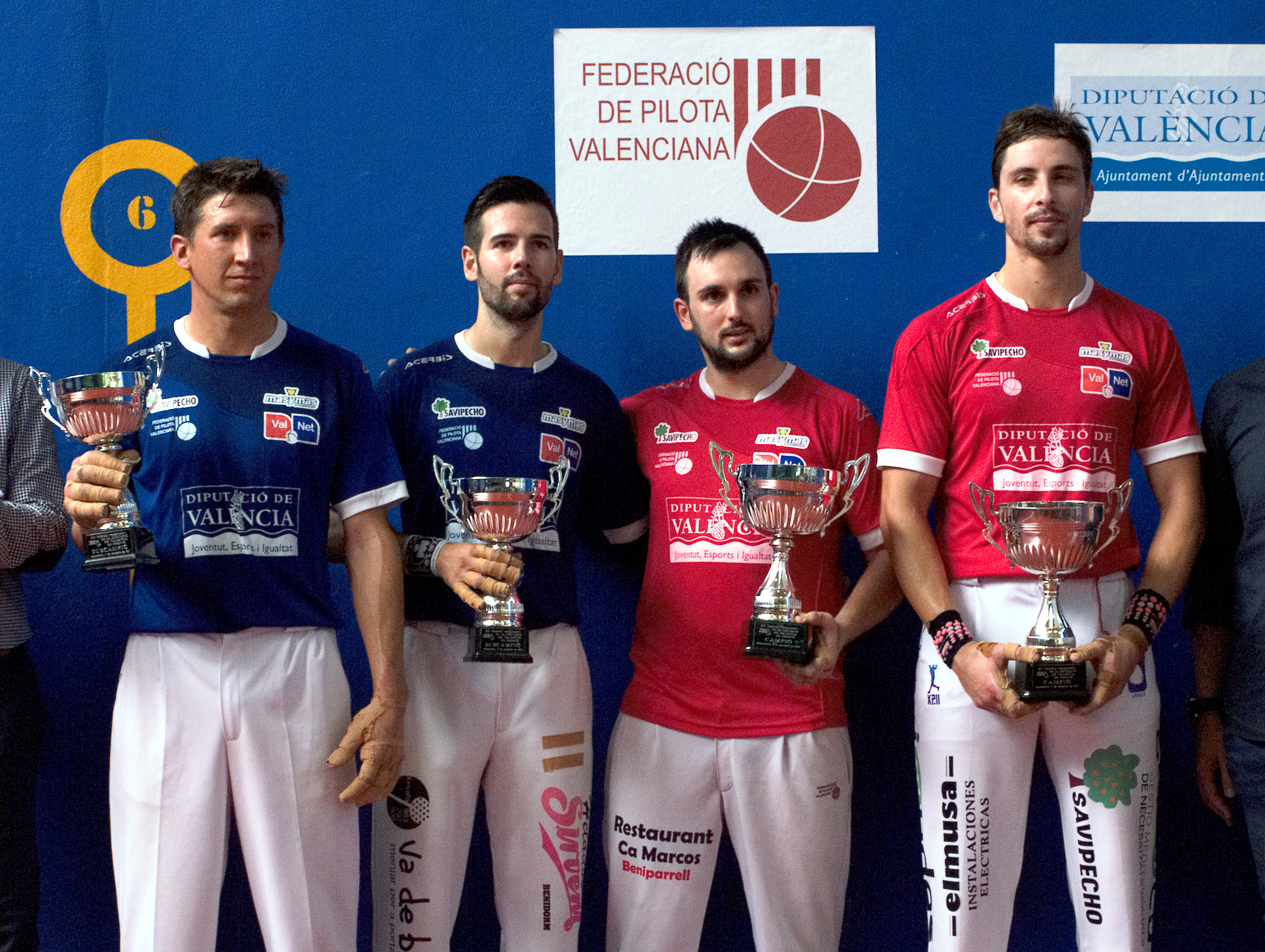
Finalistes del Diputació de Frontó

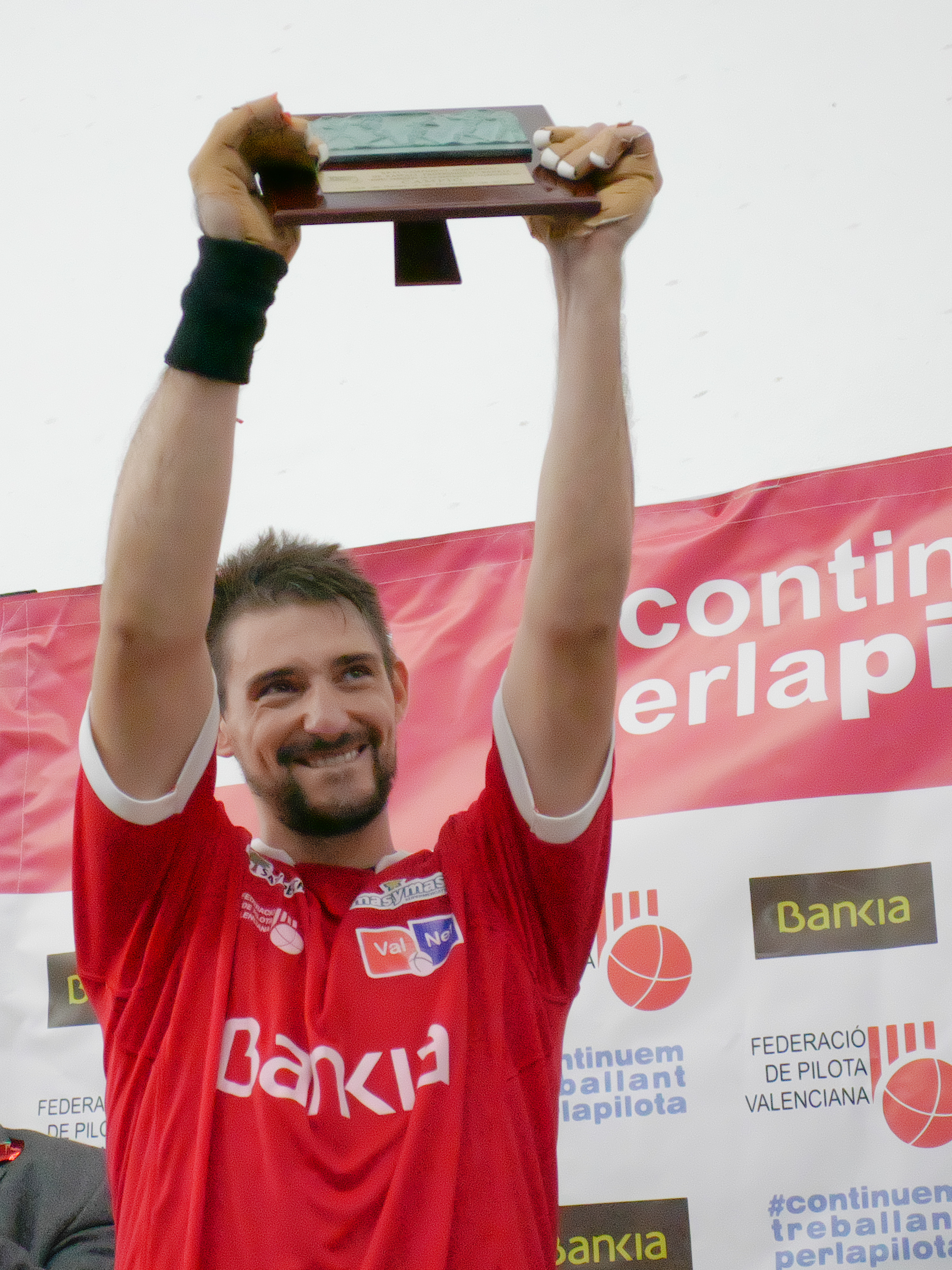
Soro III, campió individual

La temporada del 2017 de pilota valenciana començà amb tots els pilotaires professionals en l'atur mentre es buscava un acord per a tornar-los a contractar.
Finalment, la Federació de Pilota Valenciana assumí la seua contractació fins al 31 de desembre en previsió que la incipient Fundació per la Pilota Valenciana es fera càrrec de llurs nòmines a partir de 2018.

## Cronologia
- 1 de febrer: el llibre il·lustrat Paco Cabanes, el Genovés. L'heroi esportiu dels valencians es presentà en La Nau (Universitat de València).[3]
- 2 de febrer: el mitger Dani de Benavites anuncià la retirada com a professional; abans disputaria la seua última Lliga Professional d'Escala i Corda.[4]
- 10 de març: la Federació de Pilota Valenciana commemorà el Dia Internacional de la Dona en Pelayo.[5]
- 20 de maig: morí l'aficionat Julio Martínez Blat, alcalde de Vinalesa de 1999 ençà.[6]
- 26 de maig: el trinquet de Vilamarxant celebra el quart any de gestió de Peluco amb dos partides, la segona traent del rest.[7]
- 27 de maig: Txema Rodríguez i Vinz inauguraren l'exposició Joc al Centre del Carme, visitable fins al 3 de setembre.[8]
- 28 de maig: el Club de Pilota de Quatretonda homenatjà Lluïset amb dos partides de gala.[9]
- 28 de maig: Benidorm homenatjà el seu equip, campió de la Lliga Professional d'Escala i Corda, amb una partida de gala.[10]
- 4 de juny: la 1a Trobada Femenina de Raspall arreplegà vora cinquanta raspalleres al Verger.[11]
- 13 de juny: l'escalater genovesí León anuncià la retirada per una lesió en el maluc.[12]
- 30 de juny: Puchol II i Héctor II guanyaren un desafiament de quatre mil euros a Guadassuar front a Pere Roc II, Jesús i Carlos.[13]
- 3 de juliol: Fageca i Miguel de Petrer tornaren a jugar al trinquet de la Pobla de Vallbona després d'un temps d'absència.[14]
- 28 de juliol: Generalitat Valenciana anuncia una futura Llei del Joc que regularà la travessa.[15]
- 12 d'agost: Roberto del Palomar fon homenatjat en la partida de festes de Benicolet.[16]
- 13 d'agost: Dani fon homenatjat a Faura.[17]
- 24 de setembre: el XXVI Dia de la Pilota Valenciana guardonà a Dani, Giner, Mar Moltó, Pablo, Puchol II i PilotaVeu.[18]
- 7 d'octubre: el Trinquet de Pelayo reobrí després de l'estiu com a gastrobar[19] i atorgà la medalla d'or a Rovellet.[20]
- Del 26 al 28 d'octubre tingué lloc a València el I Congrés de Pilota Valenciana amb el lema La pilota valenciana: reptes per al segle XXI.[21]
- 2 de novembre: el preparador Toni Astorgano deixà ValNet i el Levante UD per a incorporar-se al Changchun Yatai.[22]
- 11 de novembre: Leon rebé un homenatge a Pelayo amb dos partides, una de velles glòries i, l'altra, de figures en actiu.[23]
- 21 de novembre: morí el trinqueter Emilio Peris el Zurdo.[24]
- 26 de novembre: la Selecció Valenciana de Pilota es proclamà campiona absoluta del IX Mundial de Pilota a Mà de Colòmbia.[25]
- 30 de novembre: morí Ribera I als seixanta-quatre anys.[26]
- 20 de desembre: Pablo Berasaluze i Genovés II guanyaren l'última partida d'aniversari del Puig contra Puchol II i Alejandro.[27]
- 30 de desembre: PilotaVeu esdevingué PilotaViu.[28]

| M/d   | Competició                               | Mod.     | Guanyadors                                     | Finalistes                                 |
| ----- | ---------------------------------------- | -------- | ---------------------------------------------- | ------------------------------------------ |
| 11/04 | XXXI Individual de Raspall               | raspall  | Ian de Senyera                                 | Moltó de Barxeta                           |
| 10/29 | XXXII Individual d'Escala i Corda        | escala   | Soro III                                       | Pere Roc II                                |
| 05/07 | XXVI Lliga Professional d'Escala i Corda | escala   | Pere Roc II, Félix i Monrabal                  | Soro III i Javi                            |
| 05/21 | XXIV Lliga Professional de Raspall       | raspall  | Moltó i Brisca                                 | Pablo, Sanchis i Raül                      |
| 07/15 | X Copa Diputació de València             | escala   | Puchol II i Monrabal                           | Marc i Pere                                |
| 07/19 | III Copa Diputació de València           | raspall  | Moltó i Dorín                                  | Marrahí i Sanchis                          |
| 07/09 | XXXIII Lliga a Llargues d'Alacant        | ratlles  | Benidorm                                       | El Campello                                |
| 07/09 | Lliga a palma                            | ratlles  | Agost                                          | Murla                                      |
| 11/05 | XXVIII Lliga a Perxa                     | ratlles  | Sella A                                        | Castell de Castells                        |
| 08/18 | II Trofeu Vila-real CF                   | escala   | Pere Roc II, Félix i Nacho                     | Puchol II, Jesús i Carlos                  |
| 12/10 | V Trofeu Savipecho                       | escala   | Pere Roc II i Santi                            | Marc, Raul i Monrabal                      |
| 12/10 | V Trofeu Savipecho                       | raspall  | Sergio, Canari i Roberto                       | Pablo, Brisca i Lorja                      |
| 12/24 | XI Trofeu Mestres de Pilota              | escala   | Puchol II i Pere                               | Genovés II, Javi i Tomàs II                |
| 12/23 | Supercopa                                | galotxa  | Kiwa Quart (absoluta) Ovocity Marquesat (juv.) | Montserrat Montserrat (juv.)               |
| 01/08 | XXVII Memorial Vicent Pérez Devesa       | escala   | Pere Roc II i Santi                            | Genovés II i Félix                         |
| 12/31 | XXVIII Memorial Vicent Pérez Devesa      | escala   | Miguel, Hèctor i Carlos                        | Pere Roc II i Santi                        |
| 03/19 | I Trofeu de Falles Pelayo                | escala   | Puchol II i Héctor                             | Pere Roc II i Santi                        |
| 05/20 | XII Trofeu Universitat de València       | escala   | Puchol II i Nacho                              | Marc, Javi i Héctor II                     |
| 05/14 | IV Trofeu Diputació d'Alacant            | escala   | Genovés II i Santi                             | Giner, Pere i Carlos                       |
| 03/20 | IX Trofeu Festes de la Magdalena         | escala   | Genovés II, Dani i Castell                     | Pablo, Jesús i Bueno                       |
| 05/30 | V Trofeu Primavera                       | escala   | Puchol II i Javi                               | Genoveś II, Jesús i Héctor                 |
| 06/03 | IV Trofeu Bollo                          | raspall  | Sergio, Tonet IV i Lorja                       | Pablo, Sanchis i Raül                      |
| 07/23 | 42 Trofeu El Corte Inglés                | galotxa  | Kiwa-Quart                                     | Palanca Foios                              |
| 07/27 | II Trofeu Ciutat de Torrent              | escala   | Pere Roc II, Jesús i Tomàs II                  | Marc, Santi i Monrabal                     |
| 07/29 | XV Trofeu Conrado Casanova               | galotxa  | Soro III, Javi, Sopetes II i Fèlix (f.)        | Genovés II, Félix, Gerardo II i Benja (f.) |
| 07/29 | VIII Individual Autonòmic                | escala   | Pasqual de la Pobla                            | Terio de l'Eliana                          |
| 08/01 | XXVIII Trofeu Festes Fundacionals        | escala   | Pere Roc II i Félix                            | Francés, Salva i Carlos                    |
| 08/02 | I Trofeu Agrupost                        | raspall  | Marrahí, Sanchis i Néstor                      | Sergio, Tonet IV i Raül                    |
| 08/02 | Lliga Juvenil                            | raspall  | Ivan, Sergio i Àngel                           | Cristian, Aaron i Jonathan                 |
| 08/16 | XIX Trofeu Gregori Maians                | raspall  | Pablo, Sanchis i Raül                          | Sergio, Josep i Miravalles                 |
| 09/01 | V Trofeu Festes de Sueca                 | escala   | Puchol II i Carlos                             | Genovés II i Pere                          |
| 09/08 | IX Trofeu Diputació de Castelló          | escala   | Marc, Pere i Bueno                             | Pablo, Javi i Carlos                       |
| 09/17 | XII Trofeu Diputació de València         | frontó   | Puchol II i Roberto                            | Pere Roc II i Pasqual                      |
| 09/30 | II Trofeu Mixt Masymas                   | raspall  | Sergio i Brisca                                | Ian i Coeter II                            |
| 09/30 | II Trofeu Mixt Masymas                   | escala   | Giner, Fèlix i Tomàs II                        | Soro III i Jesús                           |
| 10/15 | I Circuit Intercomarcal                  | màdel    | Ricard i Guillem                               | Jonatan i Vicent                           |
| 11/10 | Individual Femení Sub-18                 | raspall  | Victòria de València                           | Mar de Bicorp                              |
| 11/10 | Individual Femení Sub-23                 | raspall  | Noèlia de Beniparrell                          | Andrea de Montserrat                       |
| 11/26 | VI Trofeu Vila de Benissa                | escala   | Francés, Jesús i Tomàs II                      | Ferrer, Javi i Bernat                      |
| 12/23 | I Trofeu Mestres femení                  | raspall  | Ana, Myriam i Aida                             | Victòria, Amparo i Fani                    |
| 12/29 | II Trofeu Jóvens                         | escala   | Ferrer i Tomàs II                              | De la Vega i Conillet                      |
| 12/29 | Individual Autonòmic Femení              | one wall | Mar de Bicorp                                  | Victòria de Rafelbunyol                    |
| 12/29 | Individual Autonòmic Masculí             | one wall | Pasqual de la Pobla                            | Carlos de Rafelbunyol                      |
| 12/31 | Trofeu Festivern                         | raspall  | Va de bo!                                      | Murlers                                    |

| #  | A    | Esp.    | Figura      | Llinatges                 | Poble        | Pos.   | Campionats | Subcampionats |
| -- | ---- | ------- | ----------- | ------------------------- | ------------ | ------ | ---------- | ------------- |
| 1  | 1991 | escala  | Puchol II   | Xavier Puchol Cataluña    | Vinalesa     | rest   | 8          | 1             |
| 2  | 1994 | escala  | Pere Roc II | Rodrigo Sebastià Alonso   | Benidorm     | rest   | 6          | 4             |
| 3  | 1981 | escala  | Genovés II  | José Cabanes Corcera      | el Genovés   | rest   | 2          | 5             |
| 4  | 1984 | escala  | Javi        | Javier Sansó León         | Massalfassar | mitger | 3          | 4             |
| 5  | 1985 | escala  | Santi       | Santiago Ortuño Orquín    | Finestrat    | mitger | 3          | 3             |
| 6  | 1979 | escala  | Félix       | Fèlix Peñarrubia Larrosa  | Dénia        | mitger | 3          | 2             |
| 7  | 1990 | raspall | Sergio      | Sergio Navarro Masip      | el Genovés   | rest   | 3          | 2             |
| 8  | 1994 | raspall | Sanchis     | Jaume Sanchis Soriano     | Montesa      | mitger | 2          | 3             |
| 9  | 1990 | escala  | Monrabal    | Roberto Monrabal Percha   | Vilamarxant  | punter | 2          | 3             |
| 10 | 1995 | escala  | Marc        | Marc Gimeno Sánchez       | Montserrat   | rest   | 1          | 4             |
| 11 | 1997 | raspall | Pablo       | Pablo Bertomeu Sanlorenzo | Barxeta      | rest   | 1          | 4             |
| 12 | 1994 | escala  | Soro III    | Francesc Soro Juan        | Massamagrell | rest   | 2          | 2             |
| 13 | 1992 | raspall | Moltó       | Alfonso Moltó Puertas     | Barxeta      | rest   | 2          | 1             |
| 14 | 1995 | raspall | Ian         | Ian Álvarez Tomàs         | Senyera      | rest   | 1          | 0             |

Els figures en roig són els campions individuals d'enguany, vestits amb la faixa roja durant la resta de l'any i durant la temporada del 2018 de pilota valenciana; en gris, els campions individuals precedents, si eren diferents, que han vestit de roig des dels individuals anteriors; en verd, els frontoners.

## Rànquing oficial
En abril de 2017, la Federació establí un sistema de classificació dels escalaters i raspallers professionals amb un sistema de puntuació objectiu consensuat amb pilotaris, trinqueters i altres representants de l'àmbit de la pilota, segons el qual es té en compte cada joc guanyat, tant si la partida és oficial com si és regular. Els escalaters professionals es mostraren en contra del sistema de puntuació, ja que el seu jornal oscil·lava en funció de la posició en la taula, però els gestors afirmaven que el rànquing afavoria la promoció dels pilotaris jóvens.